# سيا حومة (كاني سور)
سیا حومة (بالفارسية: سیا حومه) هي قرية تقع في إيران في قسم کاني سور الريفي. يقدر عدد سكانها بـ 547 نسمة بحسب إحصاء 2016.